# Alcis vialis
Alcis vialis är en fjärilsart som beskrevs av Moore 1888. Alcis vialis ingår i släktet Alcis och familjen mätare. Inga underarter finns listade i Catalogue of Life.